# 篠原由美子
篠原 由美子（しのはら ゆみこ、1984年2月1日 - ）は、鹿児島県出身の元シンガーソングライター。血液型はO型。
福岡の中洲で弾き語りをしていた時に吉田建にスカウトされ、2001年1月にガールズバンド・CHEE'Sのメンバーとなる。CHEE'Sでは、ギターとボーカルを担当した。
14歳でギターを始めるが、本人は単純に公共の場で歌が歌いたかっただけで、ギターはその補助役のためだけに始めたとのちに語っている。CHEE'S解散後は故郷である九州に戻り、一般人としてアルバイトをしながら普通に生活。その後2003年に渡英。英国では語学を学んだあとに現地大学へ進学。